# Római iskola

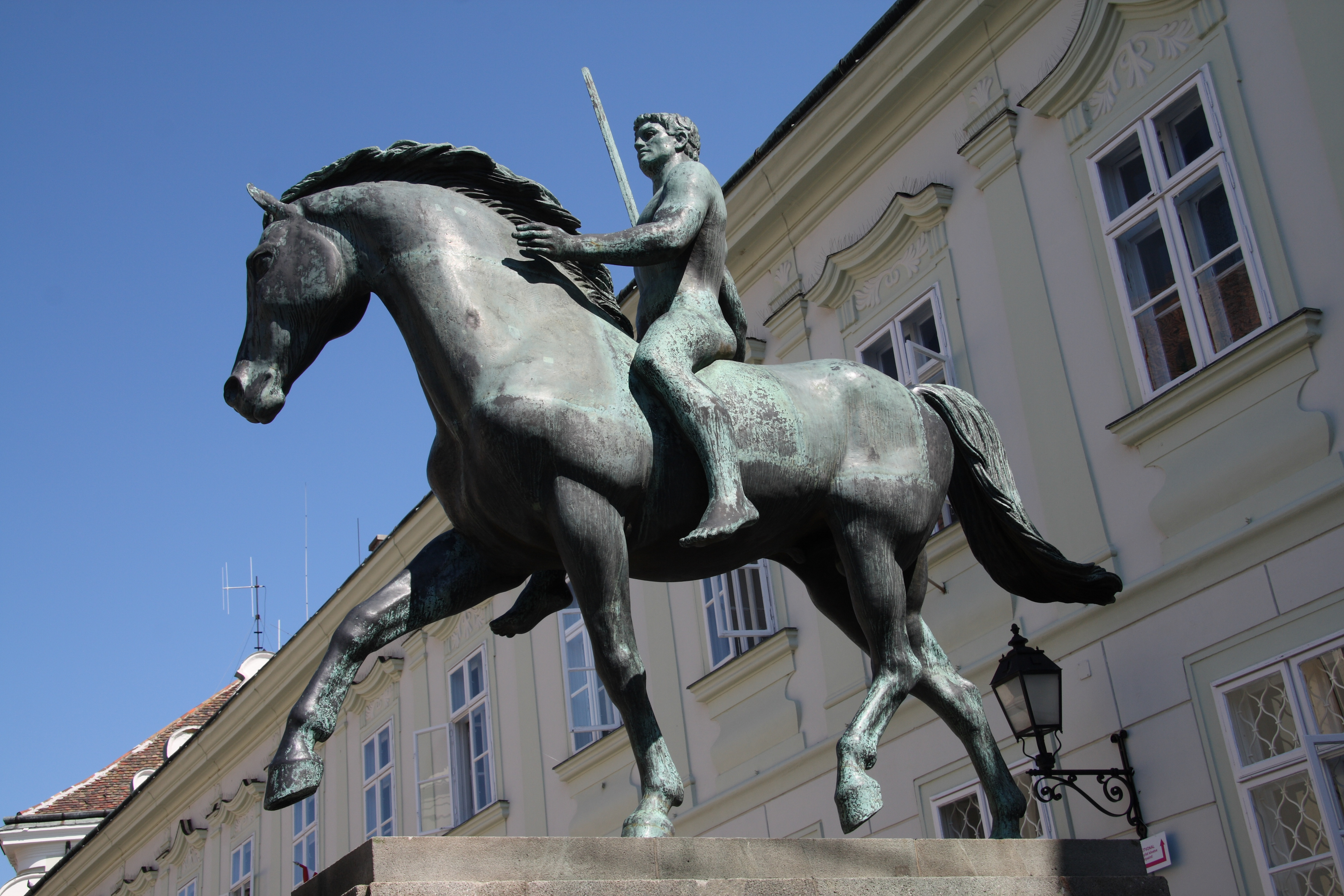
Pátzay Pál: Tízes huszárok emlékműve, Székesfehérvár (1939)

A római iskola az olasz neoklasszicizmus, a novecento művészetének magyar változata.

## Története

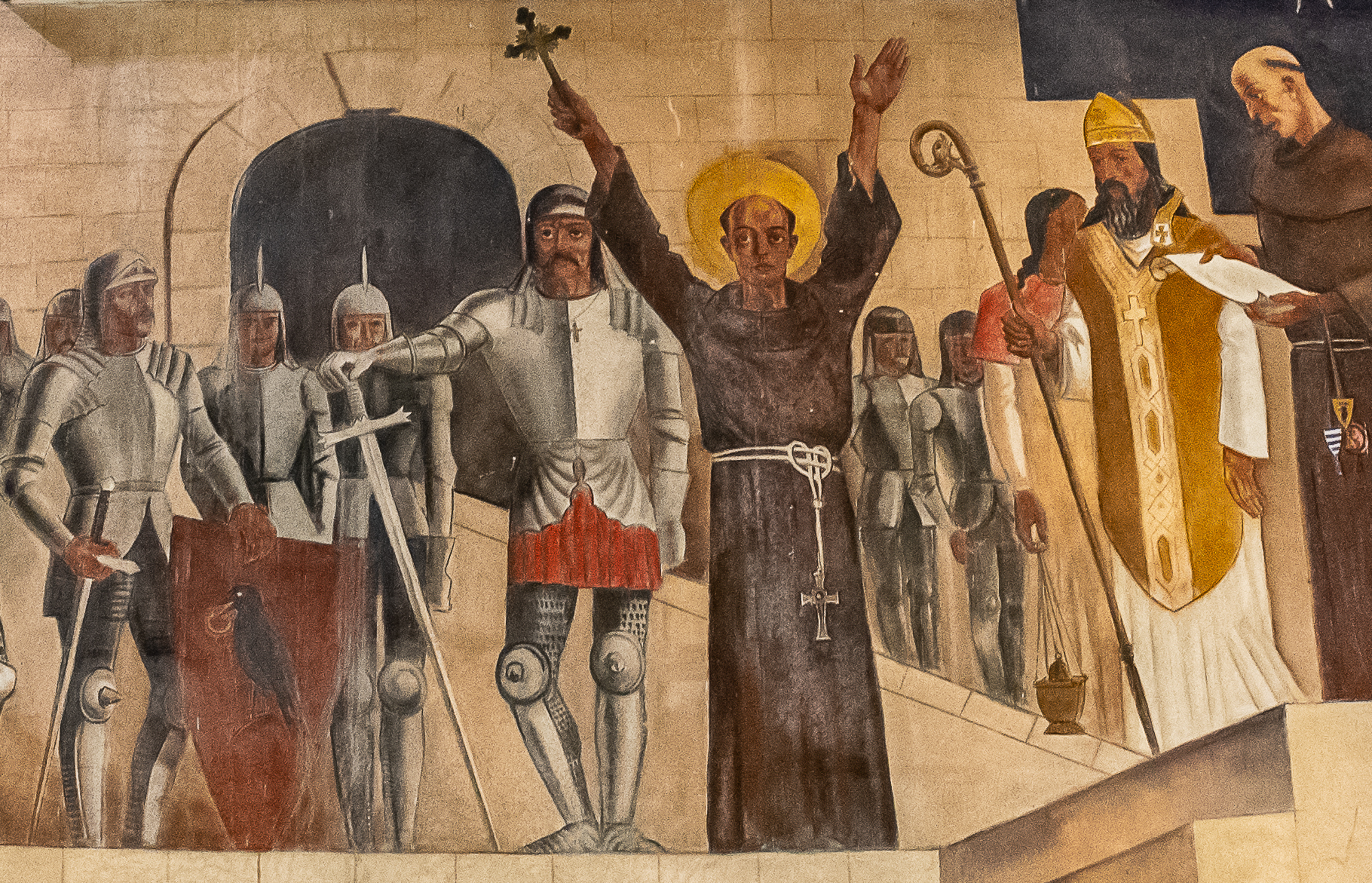
Nándorfehérvári diadal (részlet), Jászszentandrás (1933), Chiovini Ferenc freskója

1928-ban a magyar állam fiatal művészek számára ösztöndíjat indított a Római Magyar Akadémián. E stílus elindítója és fő pártfogója Gerevich Tibor volt, aki egyben az ösztöndíj szellemi atyjának is számít. 1931-ben íródott cikkében körvonalazta az iskola stílusjegyeit és törekvéseit. Ezek közé tartozott, hogy a fiatal magyar művészek a francia és német hatások helyett inkább az aktuális olasz törekvéseket megismerve teremtsenek új stílust. Gerevich azt akarta, hogy „az alapvetés minden téren, építészetben, szobrászatban, festészetben, iparművészetben egyszerre, párhuzamosan, egymásba fonódva induljon meg, hogy szervesen, a művészi ágak egységes kölcsönhatásával alakuljon ki a keresett és remélt új stílus, új szellem”. Ez a neoklasszicizmuson alapuló stílus olaszosságával, modernségével és katolicizmusával kiválóan alkalmas volt mind egyházi, mind történelmi témájú művészeti munkák kivitelezésére.
A római iskolából a művészek folyamatosan kihátráltak, hiszen legtöbben stílust váltottak.

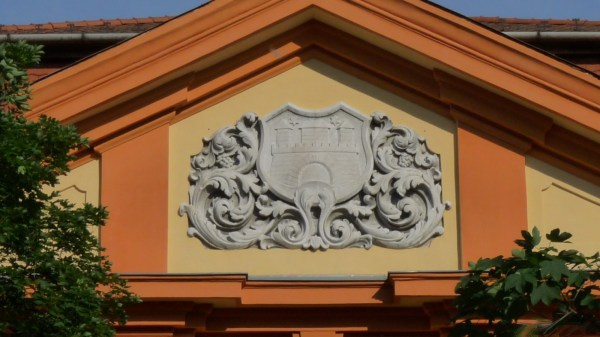
Vilt Tibor: Komárom város címere (1929)

## Fontosabb munkák
- Városmajori Jézus szíve plébániatemplom (1932)
- Pasaréti római katolikus templom (1932)
- Balatonboglári kápolna
- Jászszentandrási Szent Kereszt felmagasztalása templom (1933) [freskók: Chiovini Ferenc és Aba-Novák Vilmos]

## Alkotók

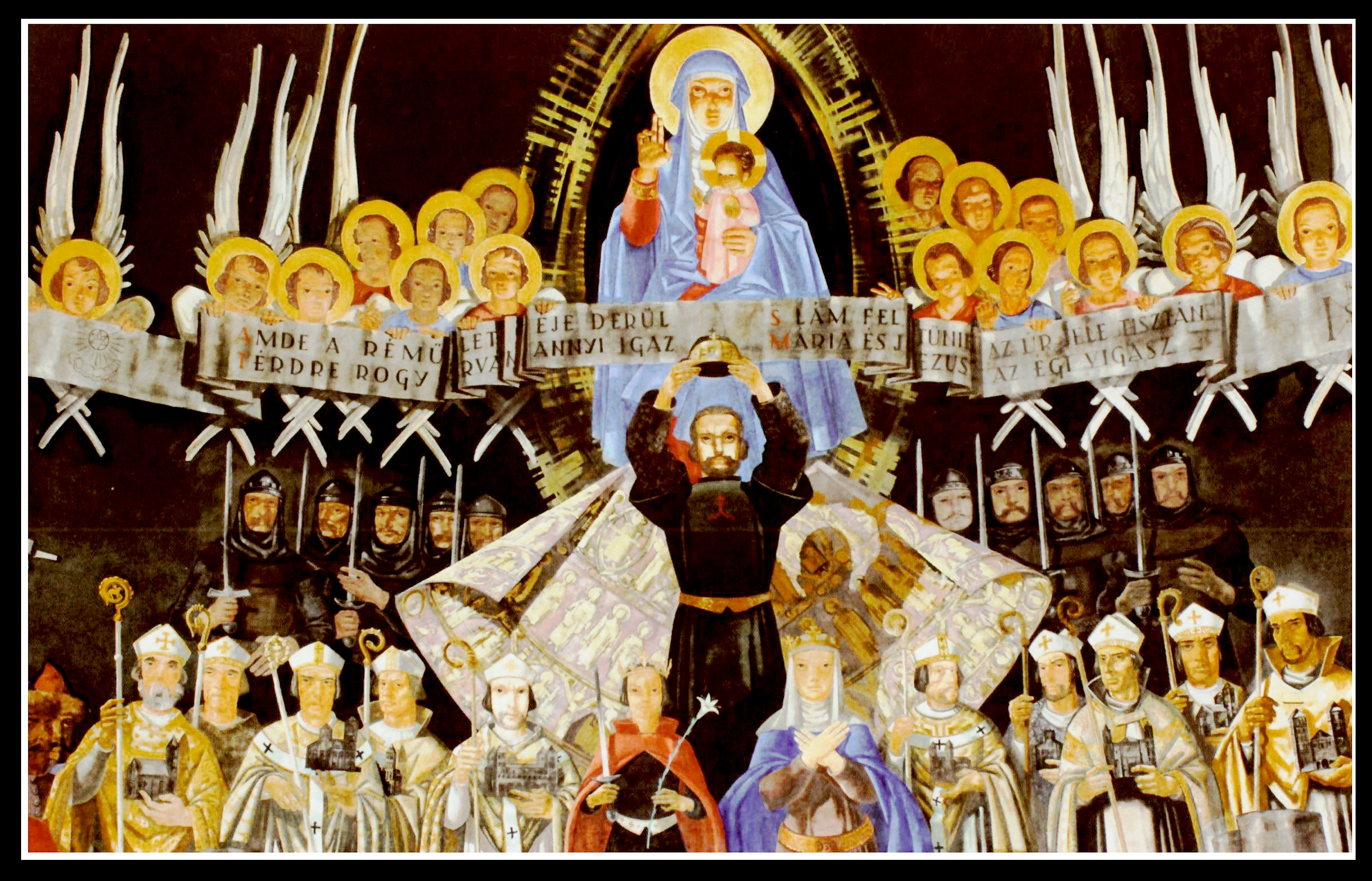
Aba-Novák V.: emléktemplom al secco Pannonhalma, 1938)

- Aba-Novák V.: emléktemplom al secco Pannonhalma, 1938)
- Antal Károly
- Aba-Novák Vilmos
- Breznay József
- Chiovini Ferenc [1][2]
- Domanovszky Endre
- Grantner Jenő
- Hincz Gyula
- Istókovits Kálmán
- Jeges Ernő
- Kontuly Béla
- Medveczky Jenő
- Molnár C. Pál
- Ohmann Béla
- Patkó Károly
- Pátzay Pál
- Szabados Jenő
- Szőnyi István
- Vilt Tibor